# IAI 1124
Die IAI 1124 Westwind ist ein Geschäftsreiseflugzeug des israelischen Herstellers Israel Aircraft Industries für 10 Passagiere. Der Mitteldecker verfügt über ein einziehbares Bugradfahrwerk und eine Druckkabine. Sie entspricht bis auf die geänderte Triebwerke der IAI 1123 Commodore Jet. Der Prototyp der 1123 startete im September 1970. Bis zur Produktionsumstellung Mitte 1976 auf die 1124 mit Turbofan-Triebwerken wurden 36 Maschinen hergestellt. Die 1124 bietet Platz für 10 Passagiere. Es existiert auch eine Seeüberwachungsvariante, die 1124N Sea Scan.
Ende der 1970er Jahre wurde der Typ weiterentwickelt zur 1124A. Die IAI 1124A Westwind II hat einen neuartigen Sigma-Flügel, mit dem sich eine wesentlich größere Reichweite ergibt. Der Erstflug der 1124A fand im April 1979 statt. Die Produktion endete im Jahre 1987, nachdem 244 Maschinen aller Versionen ausgeliefert wurden. Nachfolger ist die IAI 1125 Astra.

## Militärische Nutzer
- Australien: Sea Scan – Zoll
- Chile
- Ciskei
- Ecuador
- Honduras
- Israel
- Panama
- Uganda
- Vereinigte Staaten: Sea Scan US Coast Guard

## Technische Daten

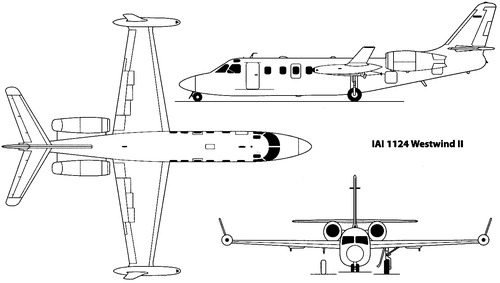
IAI Westwind II

| Kenngröße             | Daten der IAI Westwind II                                                         |
| --------------------- | --------------------------------------------------------------------------------- |
| Länge                 | 15,93 m                                                                           |
| Spannweite            | 13,65 m                                                                           |
| Höhe                  | 4,81 m                                                                            |
| Flügelfläche          | 28,60 m²                                                                          |
| Flügelstreckung       | 6,5                                                                               |
| Leermasse             | 5.819 kg                                                                          |
| Startmasse            | 10.660 kg                                                                         |
| Antrieb               | zwei Mantelstromtriebwerke Garett AiResearch TFE 731-3-IG mit je 1678 kp Leistung |
| Höchstgeschwindigkeit | 872 km/h                                                                          |
| Reichweite            | 5.375 km                                                                          |
| Dienstgipfelhöhe      | 12.500 m                                                                          |